# Strandhugg i somras
Strandhugg i somras är en svensk dramafilm från 1972, i regi av Mikael Ekman och med manus av Ekman och Henry Sidoli. I filmen gör Stellan Skarsgård en av sina första filmroller, och i övrigt medverkar bland andra Siv-Inger Svensson, Börje Nyberg och Monica Ekman. Filmen var Ekmans regidebut.

## Handling
Erik arbetar på en båtmack i skärgården och förälskar sig i Sonja, som dock redan har en fästman, Thomas. Erik upplever ett erotiskt äventyr tillsammans med en äldre kvinna, Gudrun. Senare räddar han Sonja från att drunkna, och hon berättar då att Thomas har försökt våldta henne. Sonja och Erik fattar tycke för varandra.
Erik får senare reda på att Sonja är Gudruns dotter, varpå han lämnar Sonja. Historien förvecklar sig ytterligare när Eriks syster inleder ett förhållande med en gift man, Abbe, som visar sig vara Gudruns man och Sonjas far. Gudrun visar sig senare vara gravid och Erik misstänker att han är far till barnet. Han får till slut reda på att så inte är fallet, och han återförenas med Sonja.

## Rollista
- Annie Birgit Garde – Gudrun
- Stellan Skarsgård	– Erik
- Siv-Inger Svensson – Sonja, Gudruns dotter
- Börje Nyberg – Abbe, Sonjas far
- Monica Ekman – Gittan, Abbes älskarinna, Eriks syster
- Kent-Arne Dahlgren – Thomas
- Linda Lidbrink – flicka
- Britt Åkesson	– flicka
- Gun Åkesson – flicka
- Kerstin Kull – flicka
- Anders Elling	– pojke
- Jan Rosenqvist – pojke
- Jan Rune – pojke
- Torbjörn Lindgren – pojke

## Produktion och mottagande
Inspelningen ägde rum mellan den 5 september 1971 och 4 februari 1972 i Rangfilms ateljé i Stockholm, på Skansen och på Stångholmen öster om Ingarö i Stockholms skärgård. Fotograf var Arne Brandhild och musiken komponerades av Claes Dieden och Anders Henriksson. Filmen klipptes ihop av Ingemar Ejve och premiärvisades den 6 mars 1972 på biograferna Figaro i Halmstad, Centrum i Laholm, Saga i Landskrona och Scala i Ängelholm. Filmen är 88 minuter lång och i färg.
Filmen fick ett svalt mottagande av kritikerna. Tidningen Expressens recensent Jonas Sima skrev: "Mest häpnadsväckande med Strandhugg är att den över huvud taget blivit producerad, vilket åtminstone tyder på en duktig övertalningsförmåga hos regissören."